# UFC 56
UFC 56: Full Force fue un evento de artes marciales mixtas celebrado por Ultimate Fighting Championship el 19 de noviembre de 2005 en el MGM Grand Garden Arena, en Las Vegas, Nevada, Estados Unidos.

## Historia
UFC 56 señaló una puerta en directo de $1,986,600 millones, con 9.995 entradas vendidas. La masa salarial de los peleadores para el evento fue de 294.000 dólares.

## Resultados

### Tarjeta preliminar
- Peso wélter: Nick Thompson vs. Keith Wisniewski

Thompson derrotó a Wisniewski vía decisión unánime.
- Peso wélter: Thiago Alves vs. Ansar Chalangov

Alves derrotó a Chalangov vía TKO (golpes) en el 2:22 de la 1ª ronda.
- Peso semipesado: Sam Hoger vs. Jeff Newton

Hoger derrotó a Newton vía sumisión (rear naked choke) en el 2:00 de la 2ª ronda.

### Tarjeta principal
- Peso medio: Jeremy Horn vs. Trevor Prangley

Horn derrotó a Prangley vía decisión unánime (29-28, 29-28, 29-28).
- Peso wélter: Georges St-Pierre vs. Sean Sherk

St-Pierre derrotó a Sherk vía TKO (golpes) en el 2:51 de la 2ª ronda.
- Peso pesado: Gabriel Gonzaga vs. Kevin Jordan

Gonzaga derrotó a Jordan vía KO (golpe superman) en el 4:39 de la 3ª ronda.
- Peso wélter: Matt Hughes vs. Joe Riggs

Hughes derrotó a Riggs vía sumisión (kimura) en el 3:28 de la 1ª ronda.
- Campeonato de Peso Medio: Rich Franklin (c) vs. Nate Quarry

Franklin derrotó a Quarry vía KO (golpe) en el 2:32 de la 1ª ronda para retener el Campeonato de Peso Medio de UFC.